# Phänomen
Ein Phänomen (bildungssprachlich auch Phänomenon, Plural Phänomene oder Phänomena; von altgriechisch φαινόμενον phainómenon, deutsch ‚ein sich Zeigendes, ein Erscheinendes‘, lateinisch phaenŏmĕnon) ist in der Erkenntnistheorie eine mit den Sinnen wahrnehmbare, abgrenzbare Einheit des Erlebens, beispielsweise ein Ereignis, ein Gegenstand oder eine Naturerscheinung. Davon abweichend wird mitunter nicht das Wahrgenommene, sondern eine Wahrnehmung selbst als Phänomen bezeichnet. Das entsprechende deutsche Wort lautet Erscheinung.
Im allgemeinen Sprachgebrauch werden vor allem Ausnahmeerscheinungen als Phänomene bezeichnet.

## Begriffsgeschichte
Der Begriff wurde für jegliche Art einer Erscheinung, ursprünglich nur für Lufterscheinungen gebraucht, dann aber von Vertretern des  Skeptizismus auf die Metaphysik übertragen und dort gebraucht für das, was den Sinnen erscheint, im Unterschied zu dem Begriff und dem eigentlichen Gegenstand.
Das Wort φαινόμενον phainómenon stellt das Partizip Präsens Medium Nominativ Singular Neutrum des Verbs φαίνω phaínō, deutsch ‚zum Erscheinen bringen‘ dar.

## Ideengeschichte

### Immanuel Kant
Immanuel Kant stellt Phänomen und Ding an sich gegenüber. Während das Ding an sich der Erfahrung und der Erkenntnis unzugänglich ist, affiziert es doch die Sinnlichkeit, aus den so gewonnenen Empfindungen konstruiert das Bewusstsein die Phänomenona als Repräsentationen. Das Ding an sich ist nur indirekt, durch sie, Gegenstand der Erkenntnis, es ist uns nur als Noumenon, als gedanklich angenommene Ursache unserer Empfindungen, bewusst. Da auch das Subjekt für sich selbst ein Noumenon darstellt, sind für Kants Philosophie die Phänomene real. Den Teil der Naturtheorie, welcher die Bewegung oder Ruhe der Materie bloß als solche Erscheinung der äußeren Sinne bestimmt, nennt Kant Phänomenologie.

### Georg Wilhelm Friedrich Hegel
Auch Hegel nimmt in ähnlichem Sinne diesen Ausdruck auf, wenn er die Darstellung der Erscheinungsweisen des Geistes in seiner stufenweisen Heranbildung zum in sich vollendeten Wesen eine Phänomenologie des Geistes nennt.

### Edmund Husserl
Edmund Husserl entwickelt eine Phänomenologie, die zwar zunächst davon ausgeht, dass das Phänomen bloß Zugang zu den Sachen selber ist, allerdings eine starke transzendentale Wende nimmt und die Erscheinung selbst sowie ihre allgemeinen Erkenntnisbedingungen zum Gegenstand nimmt.